# Ядвісін (Соколовський повіт)
Ядвісін (пол. Jadwisin) — село в Польщі, у гміні Сабне Соколовського повіту Мазовецького воєводства.
Населення — 12 осіб (2011).
У 1975-1998 роках село належало до Седлецького воєводства.

## Демографія
Демографічна структура станом на 31 березня 2011 року:
|          | Загалом | Допрацездатний вік | Працездатний вік | Постпрацездатний вік |
| -------- | ------- | ------------------ | ---------------- | -------------------- |
| Чоловіки | 4       | 0                  | 4                | 0                    |
| Жінки    | 8       | 1                  | 5                | 2                    |
| Разом    | 12      | 1                  | 9                | 2                    |